# Stralauer Allee
La Stralauer Allee est une avenue de Berlin en Allemagne.

## Situation et accès
Cette voie du quartier de Friedrichshain, située dans l'arrondissement de Friedrichshain-Kreuzberg, commence à l'intersection d'Am Oberbaum, Mühlenstraße et Warschauer Straße, et s'étend parallèlement à la Sprée le long du Port Est jusqu'au Markgrafendamm. 
La Stralauer Allee, avec la Holzmarktstraße (de) et la Mühlenstraße, forme l'une des artères radiales menant au nord et à l'est, et partant du vieux Berlin, essentiellement de l'Alexanderplatz.
L'avenue fait également partie de la Bundesstraße 96a.

## Origine du nom
Elle est nommée d'après le village de Stralau (de), auquel elle menait initialement et qui a été absorbé par le Grand Berlin en 1920. 

## Historique
Au XVIIIe siècle, c'est une route de calèches qui part du centre-ville vers le sud-est jusqu'à Stralau, ou plus loin vers Rummelsburg et Köpenick. Dans une publication de l'éditeur Nicolai, il est dit à propos de cette rue en 1786 : « Devant la porte de Stralau, on a une digue avec une agréable avenue qui mène à Stralau. »
Elle prend son nom actuel en 1896.
Avec la chute du régime est-allemand, le Port Est perd en importance économique, il est même été abandonné plus tard comme point de fret. Des bâtiments individuels sont vendus et utilisés à d'autres fins. De nouveaux bâtiments apparaissent dans des espaces disponibles, dont l'Hotel nhow Berlin (de), et le siège allemand du groupe Coca-Cola.

## Bâtiments remarquables et lieux de mémoire

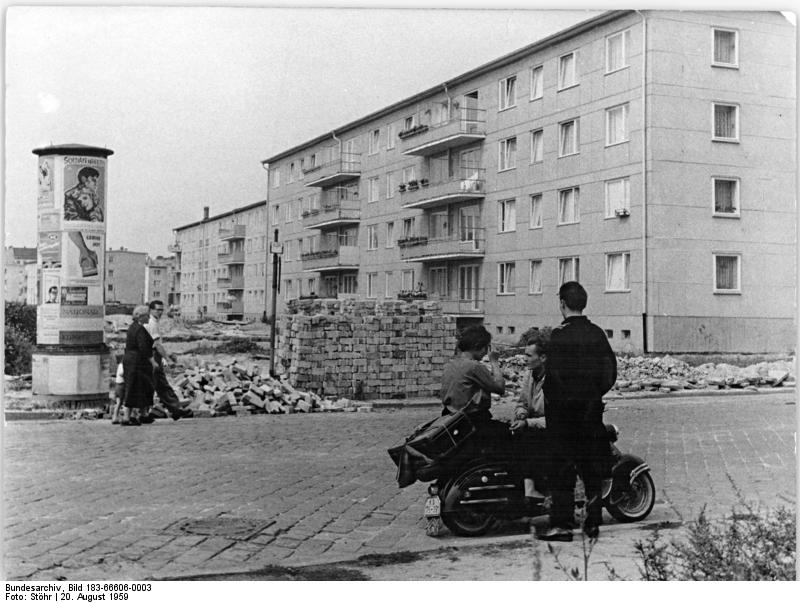
Briques recyclées pour de nouveaux bâtiments, 1959.
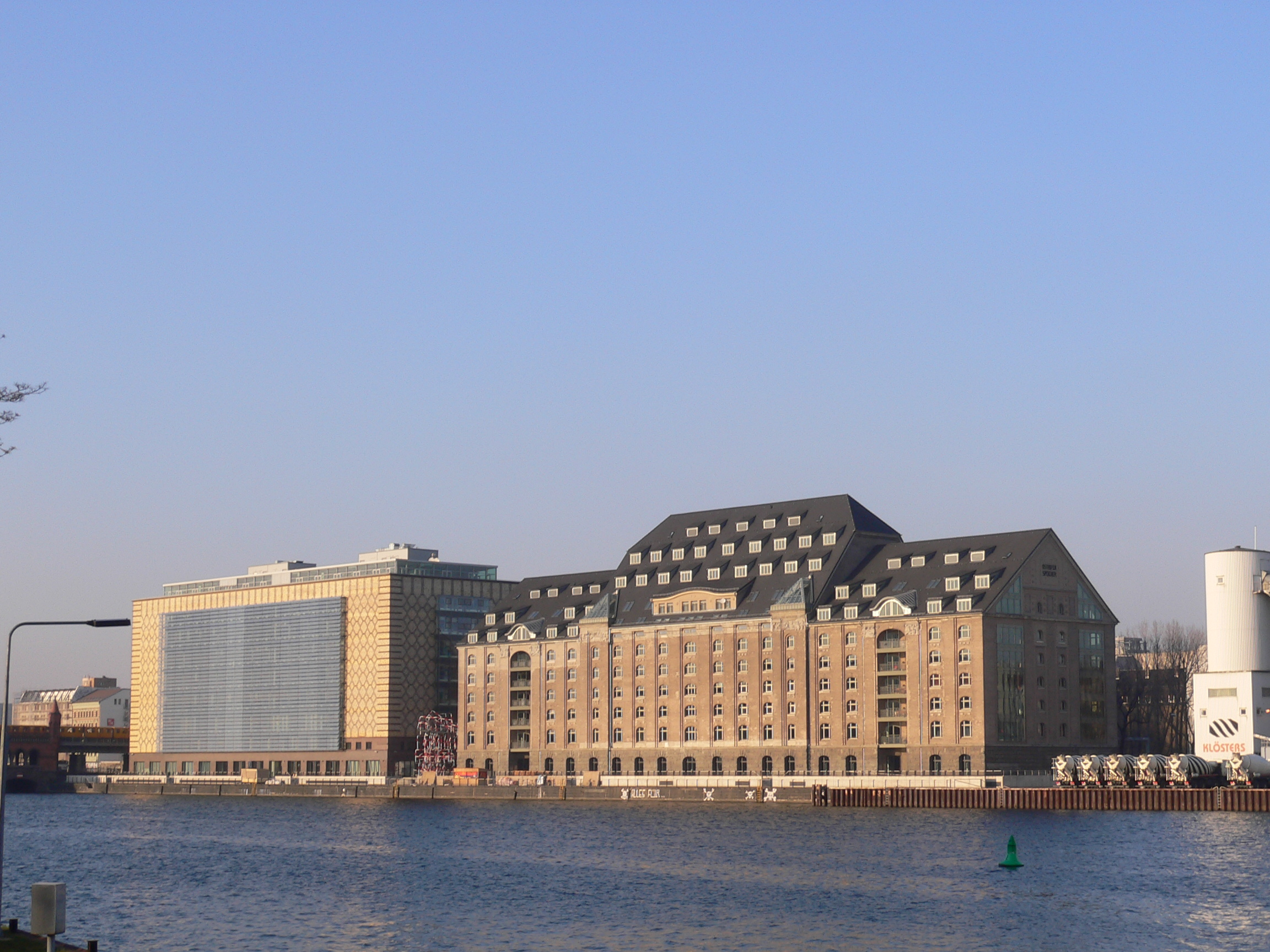
Ancien entrepôt frigorifique, Port Est.
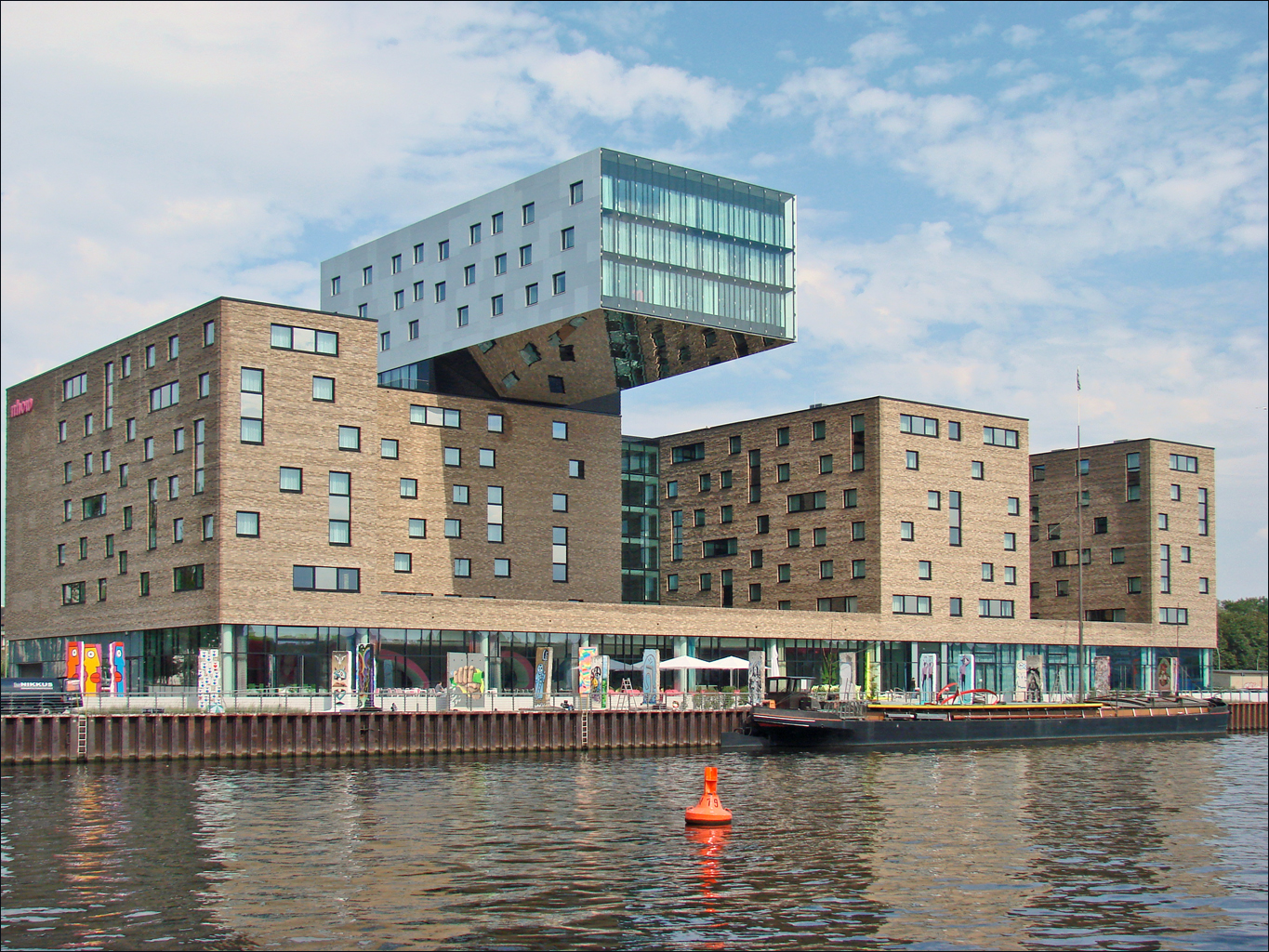
Hôtel nhow Berlin, 2011.